# Alaszkai királyka
Az alaszkai királyka vagy rubinfejű királyka (Regulus calendula) a verébalakúak rendjébe és a királykafélék (Regulidae) családjába tartozó faj.

## Előfordulása
Alaszka, Kanada és az Amerikai Egyesült Államok nyugati részén fészkel, telelni az USA déli részére vonul, eljut Mexikóba és Guatemalába  is. Fenyvesekben él.

## Alfajai
- Regulus calendula calendula
- Regulus calendula arizonae
- Regulus calendula grinnelli
- Regulus calendula obscurus

## Megjelenése
Testhossza 11 centiméter. Fejteteje piros.
|  |

## Életmódja
Magányosan vagy párokban szinte állandóan rovarásznak a fákon. Rendkívül nyugtalanok, reszkető szárnyakkal, magas hangon kiáltoznak. 
Pókokkal, rovarokkal táplálkozik, amit az olyan vékony ágakon keresgél, amelyek a többi madár súlyát már nem bírják el.

## Szaporodása
Fészke gömb alakú, és mohából építi a fára. Fészekalja 5–11 tojásból áll, melyen 12 napig kotlik.

## Képgaléria

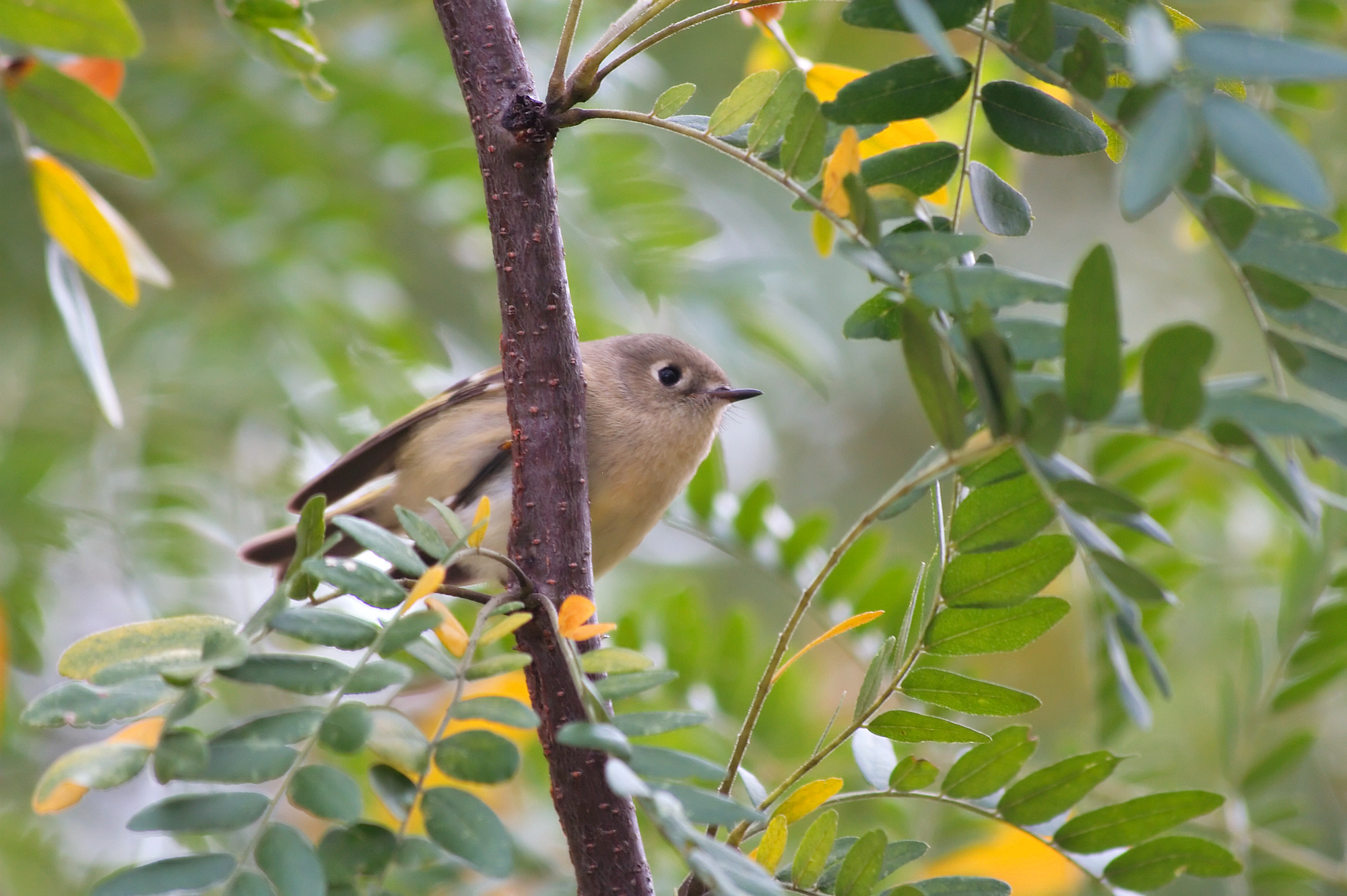
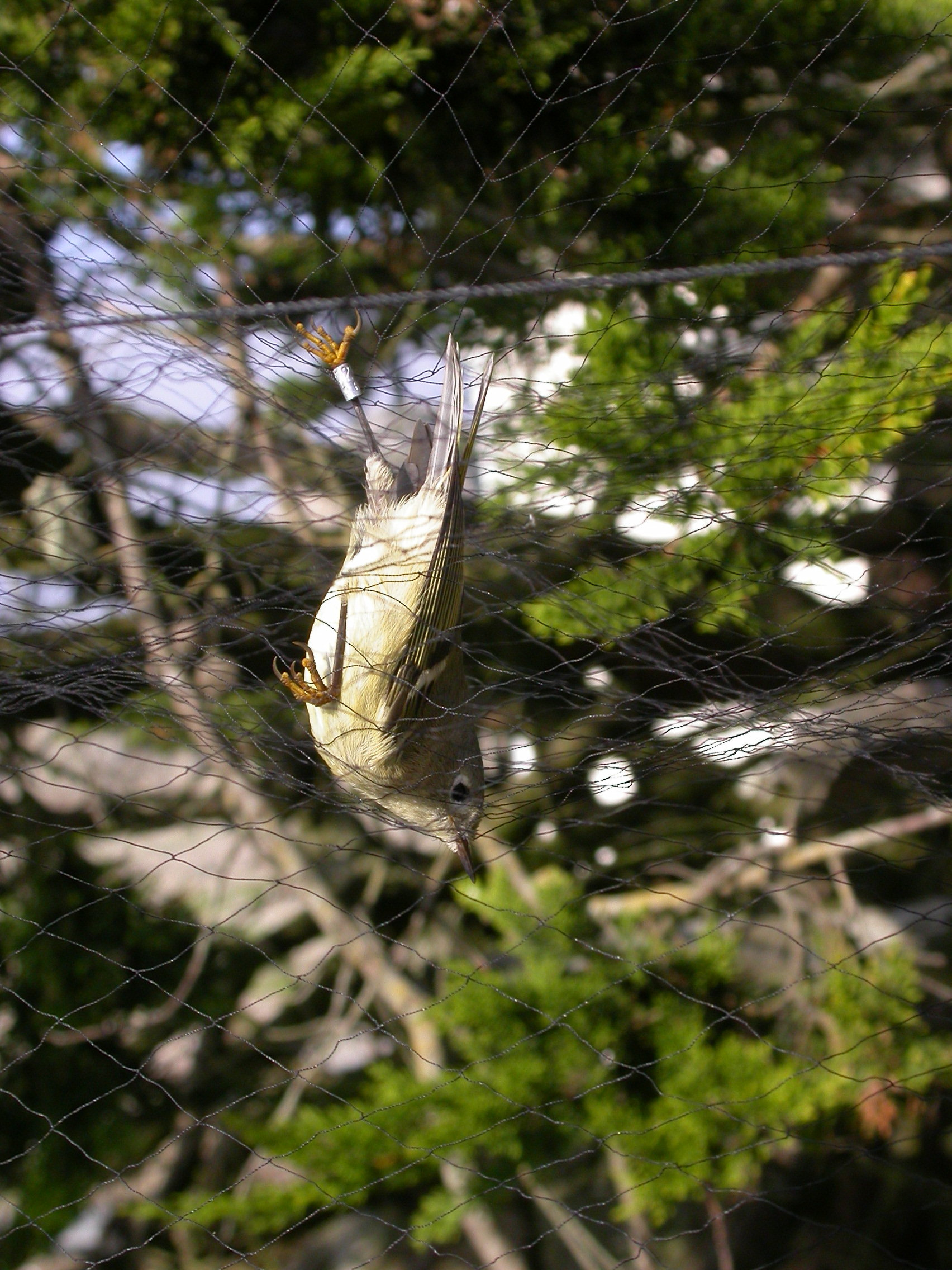
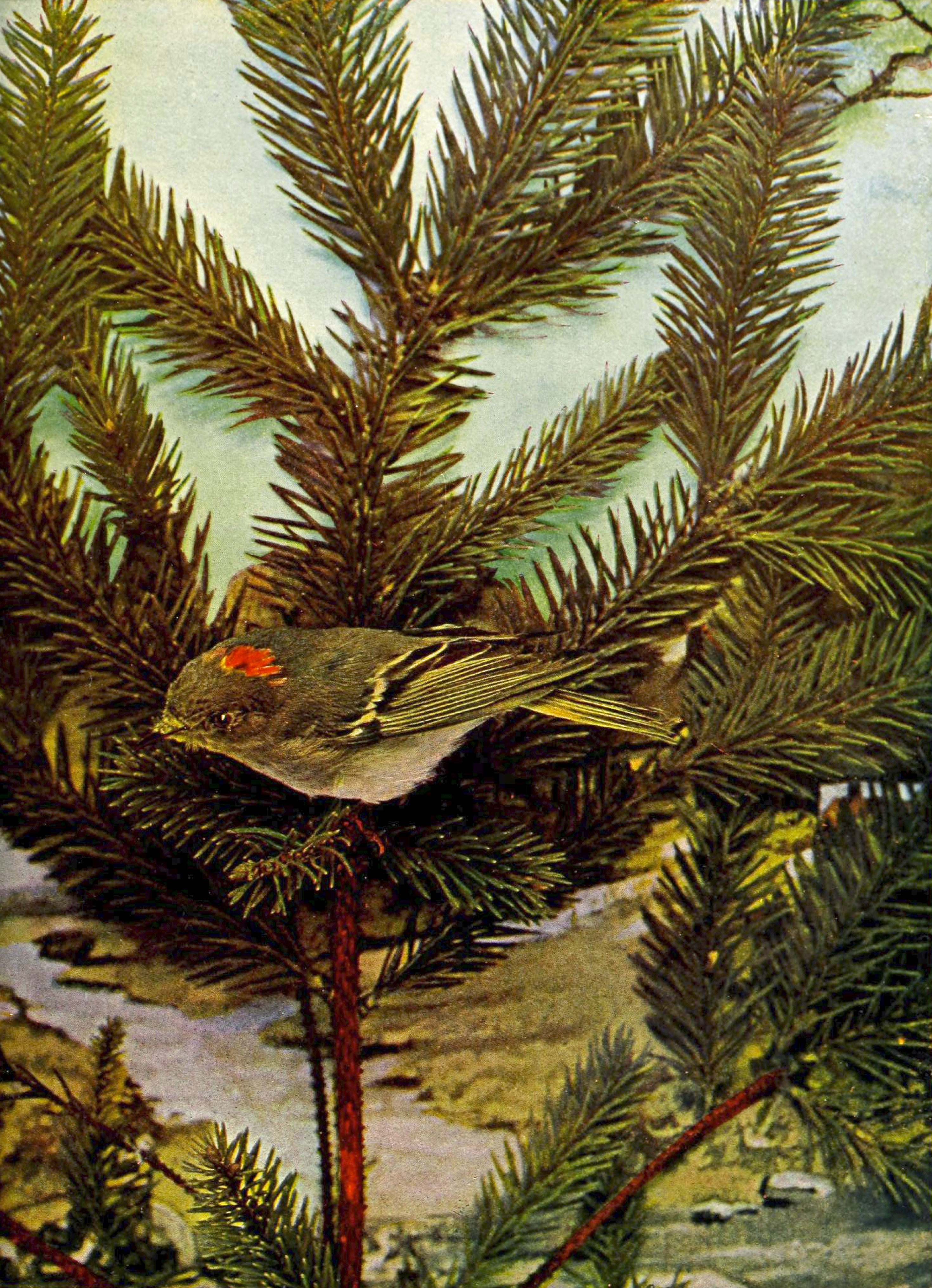